# Fairview (Dakota du Sud)
Pour les articles homonymes, voir Fairview.
Fairview est une municipalité américaine située dans le comté de Lincoln, dans l'État du Dakota du Sud.
Fondée en 1886, Fairview — qui signifie « belle vue » en anglais — doit son nom à sa position dans la vallée de la Big Sioux.

## Démographie
| 1910 | 1920 | 1930 | 1940 | 1950 | 1960 |
| ---- | ---- | ---- | ---- | ---- | ---- |
| 107  | 174  | 156  | 150  | 155  | 101  |

| 1970 | 1980 | 1990 | 2000 | 2010 | - |
| ---- | ---- | ---- | ---- | ---- | - |
| 72   | 90   | 73   | 94   | 60   | - |

Selon le recensement de 2010, Fairview compte 60 habitants. La municipalité s'étend sur 0,09 milles carrés (0,23 km2).